# لورينزو ميريل
لورينزو ميريل هو شخصية أعمال وفلاح وسياسي أمريكي، ولد في 21 يونيو 1818، وتوفي في 15 أغسطس 1895. نشط حزبياً في الحزب الجمهوري. وقد انتخب عضو جمعية ولاية ويسكونسن ‏.